# 1991 a jogalkotásban
1991-ben az alábbi jogszabályokat alkották meg:

## Magyarország

### Törvények
- 1991. évi I. törvény 	 a családi pótlékról szóló 1990. évi XXV. törvény módosításáról
- 1991. évi II. törvény 	 a társadalombiztosításról szóló 1975. évi II. törvény módosításáról
- 1991. évi III. törvény 	 a Társadalombiztosítási Alap 1991. évi költségvetéséről, továbbá a Társadalombiztosítási Alapról szóló 1988. évi XXI. törvény módosításáról
- 1991. évi IV. törvény 	 a foglalkoztatás elősegítéséről és a munkanélküliek ellátásáról
- 1991. évi V. törvény 	 a közkegyelem gyakorlásáról
- 1991. évi VI. törvény	 a külföldiek magyarországi befektetéseiről szóló 1988. évi XXIV. törvény módosításáról
- 1991. évi VII. törvény 	 a megyei (fővárosi) földművelésügyi hivatal létesítéséről és egyes hatáskört megállapító jogszabályi rendelkezések módosításáról
- 1991. évi VIII. törvény 	 a Magyar Köztársaság állami ünnepéről
- 1991. évi IX. törvény 	 a társadalmi szervezetek kezelői jogának megszüntetéséről szóló 1990. évi LXX. törvény módosításáról
- 1991. évi X. törvény 	 a Magyar Köztársaság 1991. évi állami költségvetéséről és az államháztartás vitelének 1991. évi szabályairól szóló 1990. évi CIV. törvény módosításáról
- 1991. évi XI. törvény 	 az Állami Népegészségügyi és Tisztiorvosi Szolgálatról
- 1991. évi XII. törvény 	 egyes nyugdíjak felülvizsgálatáról, illetőleg egyes nyugdíjkiegészítések megszüntetéséről
- 1991. évi XIII. törvény 	 a földről szóló 1987. évi I. törvény kiegészítéséről
- 1991. évi XIV. törvény 	 a polgári törvénykönyv módosításáról
- 1991. évi XV. törvény 	 a Magyar Köztársaság 1991. évi állami költségvetéséről és az államháztartás vitelének 1991. évi szabályairól szóló 1990. évi CIV. törvény módosításáról
- 1991. évi XVI. törvény 	 a koncesszióról
- 1991. évi XVII. törvény 	 a Kormány egyes társadalmi szervezetek feletti törvényességi felügyeletének megszüntetéséről
- 1991. évi XVIII. törvény 	 a számvitelről
- 1991. évi XIX. törvény 	 az önhibájukon kívül hátrányos helyzetbe került önkormányzatok kiegészítő állami támogatásáról
- 1991. évi XX. törvény 	 a helyi önkormányzatok és szerveik, a köztársasági megbízottak, valamint egyes centrális alárendeltségű szervek feladat- és hatásköreiről
- 1991. évi XXI. törvény 	 a helyi önkormányzatok 1991. évi céltámogatásáról
- 1991. évi XXII. törvény 	 a Magyar Köztársaság 1991. évi állami költségvetéséről és az államháztartás vitelének 1991. évi szabályairól szóló 1990. évi CIV. törvény módosításáról
- 1991. évi XXIII. törvény 	 az ügyvédségről szóló 1983. évi 4. törvényerejű rendelet módosításáról
- 1991. évi XXIV. törvény 	 a fővárosi és a fővárosi kerületi önkormányzatokról
- 1991. évi XXV. törvény 	 a tulajdonviszonyok rendezése érdekében, az állam által az állampolgárok tulajdonában igazságtalanul okozott károk részleges kárpótlásáról, egységes szerkezetben a végrehajtásáról szóló 104/1991. (VIII. 3.) Korm. rendelettel
- 1991. évi XXVI. törvény 	 a közigazgatási határozatok bírósági felülvizsgálatának kiterjesztéséről
- 1991. évi XXVII. törvény 	 a Magyar Köztársaság 1991. évi állami költségvetéséről és az államháztartás vitelének 1991. évi szabályairól szóló 1990. évi CIV. törvény módosításáról
- 1991. évi XXVIII. törvény 	 a szakszervezeti vagyon védelméről, a munkavállalók szervezkedési és szervezeteik működési esélyegyenlőségéről
- 1991. évi XXIX. törvény	 a munkavállalói érdekképviseleti tagdíjfizetés önkéntességéről
- 1991. évi XXX. törvény 	 a Magyar Köztársaság területén ideiglenesen tartózkodott szovjet csapatok, illetőleg azok állományába tartozó személyek által okozott károk megtérítése iránti igények bírósági úton történő érvényesítéséről
- 1991. évi XXXI. törvény	 a Magyar Köztársaság kitüntetéseiről
- 1991. évi XXXII. törvény 	 a volt egyházi ingatlanok tulajdoni helyzetének rendezéséről
- 1991. évi XXXIII. törvény 	 egyes állami tulajdonban lévő vagyontárgyak önkormányzatok tulajdonába adásáról
- 1991. évi XXXIV. törvény 	 a szerencsejáték szervezéséről
- 1991. évi XXXV. törvény 	 a Kölcsönös Gazdasági Segítség Tanácsa Alapokmányának, valamint a KGST jogképességéről, kiváltságairól és mentességeiről szóló Egyezmény hatályon kívül helyezéséről
- 1991. évi XXXVI. törvény 	 a Társadalombiztosítási Alap 1990. évi költségvetésének a végrehajtásáról
- 1991. évi XXXVII. törvény 	 a Magyar Köztársaság 1991. évi állami költségvetéséről és az államháztartás vitelének 1991. évi szabályairól szóló 1990. évi CIV. törvény módosításáról
- 1991. évi XXXVIII. törvény 	 a használati minták oltalmáról
- 1991. évi XXXIX. törvény 	 a mikroelektronikai félvezető termékek topográfiájának oltalmáról
- 1991. évi XL. törvény 	 a szövetkezetek gazdálkodásával kapcsolatos egyes ideiglenes szabályokról
- 1991. évi XLI. törvény 	 a közjegyzőkről
- 1991. évi XLII. törvény 	 a Magyar Köztársaság 1990. évi állami költségvetésének végrehajtásáról
- 1991. évi XLIII. törvény 	 1956-os Emlékérem és Emléklap alapításáról
- 1991. évi XLIV. törvény 	 a pártok működéséről és gazdálkodásáról szóló 1989. évi XXXIII. törvény módosításáról és az 1990. évi országgyűlési választásokon minősített pártok részére központi székház juttatásáról
- 1991. évi XLV. törvény 	 a mérésügyről, egységes szerkezetben a végrehajtásáról szóló 127/1991. (X. 9.) Korm. rendelettel
- 1991. évi XLVI. törvény 	 a Magyar Köztársaság 1991. évi állami költségvetéséről és az államháztartás vitelének 1991. évi szabályairól szóló 1990. évi CIV. törvény módosításáról és egyéb rendelkezésekről
- 1991. évi XLVII. törvény 	 a Magyar Köztársaság 1991. évi állami költségvetéséről és az államháztartás vitelének 1991. évi szabályairól szóló 1990. évi CIV. törvény módosításáról, valamint az önkormányzatok normatív állami hozzájárulásából az állami költségvetésbe visszafizetésre kerülő összeg felhasználásáról
- 1991. évi XLVIII. törvény 	 a munka törvénykönyvéről szóló 1967. évi II. törvény módosításáról
- 1991. évi XLIX. törvény 	 a csődeljárásról és a felszámolási eljárásról
- 1991. évi L. törvény 	 a tulajdonviszonyok rendezése érdekében az állam által az állampolgárok tulajdonában igazságtalanul okozott károk részleges kárpótlásáról szóló 1991. évi XXV. törvény módosításáról
- 1991. évi LI. törvény 	 az elmúlt rendszerhez kötődő egyes társadalmi szervezetek vagyonelszámoltatásáról szóló 1990. évi LXXIII. törvény módosításáról
- 1991. évi LII. törvény 	 a Magyar Köztársaság 1991. évi állami költségvetéséről és az államháztartás vitelének 1991. évi szabályairól szóló, 1990. évi CIV. törvény módosításáról szóló 1991. évi XXXVII. törvény módosításáról
- 1991. évi LIII. törvény 	 a Magyar Köztársaság 1991. évi állami költségvetéséről és az államháztartás vitelének 1991. évi szabályairól szóló, 1990. évi CIV. törvény módosításáról
- 1991. évi LIV. törvény 	 az önhibájukon kívül hátrányos helyzetbe került önkormányzatok kiegészítő állami támogatásáról
- 1991. évi LV. törvény 	 az Európai Újjáépítési és Fejlesztési Bank létrehozásáról szóló megállapodás kihirdetéséről
- 1991. évi LVI. törvény 	 a bíróságokról szóló 1972. évi IV. törvény módosításáról
- 1991. évi LVII. törvény 	 a büntetőeljárásról szóló 1973. évi I. törvény módosításáról
- 1991. évi LVIII. törvény 	 a Magyar Köztársaság Alkotmánya 32/D. §-ának hatálybaléptetéséről
- 1991. évi LIX. törvény 	 a jogalkotásról szóló 1987. évi XI. törvény kiegészítéséről
- 1991. évi LX. törvény 	 a Magyar Nemzeti Bankról
- 1991. évi LXI. törvény 	 a Magyar Népköztársaság és a Csehszlovák Szocialista Köztársaság között a jogsegélyről, valamint a polgári jogi, családjogi és a büntetőügyekre vonatkozó jogi kapcsolatok szabályozásáról szólóan létrejött, Bratislavában, az 1989. évi március hó 28. napján aláírt szerződés kihirdetéséről
- 1991. évi LXII. törvény 	 a Magyar Köztársaság ügyészségéről szóló 1972. évi V. törvény módosításáról
- 1991. évi LXIII. törvény 	 a befektetési alapokról
- 1991. évi LXIV. törvény 	 a Gyermek jogairól szóló, New Yorkban, 1989. november 20-án kelt Egyezmény kihirdetéséről
- 1991. évi LXV. törvény 	 a gazdasági társaságokról szóló 1988. évi VI. törvény, valamint a bírósági cégnyilvántartásról és a cégek törvényességi felügyeletéről szóló 1989. évi 23. törvényerejű rendelet módosításáról
- 1991. évi LXVI. törvény 	 a szakszervezeti vagyon védelméről, a munkavállalók szervezkedési és szervezeteik működési esélyegyenlőségéről szóló 1991. évi XXVIII. törvény módosításáról
- 1991. évi LXVII. törvény 	 a bíróságokról szóló 1972. évi IV. törvény módosításáról
- 1991. évi LXVIII. törvény 	 a jogalkotásról szóló 1987. évi XI. törvény kiegészítéséről
- 1991. évi LXIX. törvény 	 a pénzintézetekről és a pénzintézeti tevékenységről
- 1991. évi LXX. törvény 	 a szövetkezetek gazdálkodásával kapcsolatos egyes ideiglenes szabályokról szóló 1991. évi XL. törvény módosításáról
- 1991. évi LXXI. törvény 	 az Európa Tanács 1949. évi május 5-én, Londonban aláírt és az Európa Tanács Főtitkárának 1951. május 22-i, 1951. december 18-i, 1953. május 4-i, 1958. május 30-i, 1961. november 3-i, 1963. május 6-i, 1965. május 24-i, 1970. október 14-i, 1971. február 17-i, 1974. december 9-i, 1976. október 2-i, 1978. január 9-i, 1978. január 20-i és 1978. november 27-i jegyzőkönyvei szerint módosított Alapszabályának kihirdetéséről
- 1991. évi LXXII. törvény 	 az Európa Tanács kiváltságairól és mentességeiről szóló, Párizsban, 1949. szeptember 2-án kelt és a Strasbourgban, 1952. november 6-án kelt Jegyzőkönyvvel kiegészített Általános Megállapodás kihirdetéséről
- 1991. évi LXXIII. törvény 	 az országgyűlési képviselők tiszteletdíjáról, költségtérítéséről és kedvezményeiről szóló 1990. évi LVI. törvény módosításáról
- 1991. évi LXXIV. törvény 	 a Társadalombiztosítási Alap 1991. évi költségvetéséről, továbbá a Társadalombiztosítási Alapról szóló 1988. évi XXI. törvény módosításáról rendelkező 1991. évi III. törvény módosításáról
- 1991. évi LXXV. törvény 	 az 1996. évben megrendezendő Világkiállításról
- 1991. évi LXXVI. törvény 	 a helyi önkormányzatok megalakulásával összefüggő kiegészítő és átmeneti szabályokról szóló 1990. évi LXXXIII. törvény módosítására
- 1991. évi LXXVII. törvény 	 a bírósági végrehajtásról szóló 1979. évi 18. törvényerejű rendelet módosításáról
- 1991. évi LXXVIII. törvény 	 a fogyasztási adóról
- 1991. évi LXXIX. törvény 	 a földadóról
- 1991. évi LXXX. törvény 	 a faji megkülönböztetés valamennyi formájának kiküszöböléséről New Yorkban, 1965. december 21-én elfogadott Nemzetközi Egyezmény kihirdetéséről szóló 1969. évi 8. törvényerejű rendelet módosításáról
- 1991. évi LXXXI. törvény 	 a bírák, az ügyészek, a bírósági és ügyészségi dolgozók előmeneteléről és javadalmazásáról szóló 1990. évi LXXXVIII. törvény módosításáról
- 1991. évi LXXXII. törvény 	 a gépjárműadóról
- 1991. évi LXXXIII. törvény 	 a levéltári anyag védelméről és a levéltárakról szóló 1969. évi 27. törvényerejű rendelet módosításáról
- 1991. évi LXXXIV. törvény 	 a társadalombiztosítás önkormányzati igazgatásáról
- 1991. évi LXXXV. törvény 	 az adózás rendjéről szóló 1990. évi XCI. törvény módosításáról
- 1991. évi LXXXVI. törvény 	 a társasági adóról
- 1991. évi LXXXVII. törvény 	 az állami népességnyilvántartás működésének átmeneti szabályairól
- 1991. évi LXXXVIII. törvény 	 a szövetkezetek gazdálkodásával kapcsolatos egyes ideiglenes szabályokról szóló 1991. évi XL. törvény módosításáról
- 1991. évi LXXXIX. törvény 	 a foglalkoztatás elősegítéséről és a munkanélküliek ellátásáról szóló 1991. évi IV. törvény módosításáról
- 1991. évi XC. törvény 	 a magánszemélyek jövedelemadójáról
- 1991. évi XCI. törvény 	 a Magyar Köztársaság 1992. évi költségvetéséről és az államháztartás vitelének 1992. évi szabályairól
- 1991. évi XCII. törvény 	 a betegszabadságról
- 1991. évi XCIII. törvény 	 a Társadalombiztosítási Alap 1992. évi költségvetéséről szóló törvény hatálybalépéséig szükséges egyes rendelkezésekről

### Országgyűlési határozatok (73)
- 1/1991. (I. 28.) OGY határozat a nyugellátások és nyugdíjszerű rendszeres szociális ellátások emeléséről és a gyermekgondozási segély kiegészítéséről
- 2/1991 (II. 7.) OGY határozat országgyűlési bizottsági tagok felmentéséről és a megüresedett tagsági helyek betöltéséről
- 3/1991. (II. 7.) OGY határozat az Észak-Atlanti Közgyűlés által a Magyar Országgyűlésnek felajánlott társult-tagság elfogadásáról
- 4/1991. (II. 7.) OGY határozat a társadalmi szervezetek költségvetési támogatására szolgáló pénzeszközök előzetes és részleges elosztásáról
- 5/1991. (II. 9.) OGY határozat a Magyar Vöröskereszt költségvetési támogatásának rendezéséről
- 6/1991. (II. 11.) OGY határozat a nemzeti és etnikai kisebbségi szervezetek költségvetési támogatásáról
- 7/1991. (II. 20.) OGY határozat az Országgyűlés jegyzőinek személyében történt változásról
- 8/1991. (III. 1.) OGY határozat országgyűlési bizottsági tagok felmentéséről és a megüresedett tagsági helyek betöltéséről
- 9/1991. (III. 1.) OGY határozat mentelmi jog felfüggesztésének elbírálásáról
- 10/1991. (III. 1.) OGY határozat mentelmi jog fenntartásáról
- 11/1991. (III. 5.) OGY határozat az 1990. december 18-ai zárt ülésével kapcsolatos intézkedésről
- 12/1991. (III. 5.) OGY határozat az 1990. évi Ideiglenes Vagyonpolitikai Irányelvekről szóló 20/1990. (III. 12.) OGY határozatot módosító 92/1990. (XII. 29.) OGY határozat módosításáról
- 13/1991. (III. 14.) OGY határozat országgyűlési bizottsági tagok felmentéséről és a megüresedett tagsági helyek betöltéséről
- 14/1991. (III. 14.) OGY határozat mentelmi jog fenntartásáról
- 15/1991. (III. 26.) OGY határozat a Magyar Vöröskereszt költségvetési támogatására
- 16/1991. (III. 26.) OGY határozat mentelmi jog fenntartásáról
- 17/1991. (III. 26.) OGY határozat mentelmi jog fenntartásáról
- 18/1991. (III. 27.) OGY határozat a társadalmi szervezetek költségvetési támogatásáról
- 19/1991. (IV. 9.) OGY határozat az egyes nyugdíjak felülvizsgálatához szükséges datszolgáltatásról
- 20/1991. (IV. 11.) OGY határozat országgyűlési bizottsági tag felmentéséről és a megüresedett tagsági hely betöltéséről
- 21/1991. (IV. 13.) OGY határozat a Nemzetközi Valuta Alapban a Magyar Köztársaság kvótájának megemeléséről és a Nemzetközi Valuta Alap alapokmányának módosításáról
- 22/1991. (IV. 13.) OGY határozat a délalföldi települések ivóvizének minősítéséről és az egészséges ivóvízellátási program módosításáról
- 23/1991. (IV. 13.) OGY határozat országgyűlési bizottsági tag felmentéséről és a megüresedett tagsági hely betöltéséről
- 24/1991. (IV. 17.) OGY határozat az Alföld egyes időszerű környezetvédelmi, tájvédelmi és tájhasznosítási kérdéseiről
- 25/1991. (IV. 20.) OGY határozat az Országgyűlés Házszabályainak módosításáról és egységes szövegéről szóló 8/1989. (VI. 8.) OGY határozat módosításáról
- 26/1991. (IV. 23.) OGY határozat a Bős-Nagymarosi Vízlépcsőrendszerrel kapcsolatos kormányzati feladatokról
- 27/1991. (IV. 30.) OGY határozat a Magyar Köztársaság Kormánya és a Kínai Népköztársaság Kormánya között a kettős adóztatás elkerülésére és az adóztatás kijátszásának megakadályozására a jövedelemadók területén az 1990. évben parafált egyezmény aláírására történő felhatalmazásról
- 28/1991. (IV. 30.) OGY határozat  a Dunával kapcsolatos egyes nemzetközi környezetvédelmi feladatokról
- 29/1991. (V. 10.) OGY határozat mentelmi jog fenntartásáról
- 30/1991. (V. 14.) OGY határozat a fokozottan védett erdők használatáról
- 31/1991. (V. 23.) OGY határozat az Országgyűlés jegyzőjének személyében történt változásról
- *32/1991. (V. 31.) OGY határozat megüresedett bizottsági tagsági hely betöltéséről
- 33/1991. (VI. 10.) OGY határozat az állami költségvetési garanciavállalás mértékének emeléséről
- 34/1991. (VI. 10.) OGY határozat a gyermekek és az ifjúság helyzetéről szóló jelentéssel
- 35/1991. (VI. 15.) OGY határozat mentelmi jog fenntartásáról
- 36/1991. (VI. ??.) OGY határozat  kapcsolatos politikai vitanapról
- 37/1991. (VI. 27.) OGY határozat bizottsági tagok megválasztásáról
- 38/1991. (VII. 1.) OGY határozat az 1991. évi költségvetési folyamatok alakulásáról szóló beszámoló jelentés elfogadásáról
- 39/1991. (VII. 1.) OGY határozat mentelmi jog felfüggesztéséről
- 40/1991. (VII. 18.) OGY határozat a nemzeti és etnikai kisebbségi szervezetek költségvetési támogatásából elkülönített tartalékalap elosztásáról
- 41/1991. (VII. 18.) OGY határozat a Varsóban, 1955. május 14-én aláírt Barátsági, Együttműködési és Kölcsönös Segítségnyújtási szerződés, valamint az annak érvényessége meghosszabbításáról Varsóban, 1985. április 26-án aláírt Jegyzőkönyv hatályának megszüntetéséről szóló Jegyzőkönyv megerősítéséről
- 42/1991. (VII. 25.) OGY határozat a társadalombiztosítási ellátások évközi emelésének lehetőségeiről
- 43/1991. (IX. 6.) OGY határozat a Magyar Köztársaság, valamint az Észt Köztársaság, a Lett Köztársaság és a Litván Köztársaság kapcsolatairól
- 44/1991. (IX. 6.) OGY határozat a Magyar Köztársaság Kormánya és Románia Kormánya között a „Nyitott Égbolt” rendszer létrehozásáról Bukarestben, az 1991. évi május hó 11. napján aláírt Megállapodás megerősítéséről
- 45/1991. (IX. 15.) OGY határozat bizottsági tagok megválasztásáról
- 46/1991. (IX. 15.) OGY határozat a Gyermek Jogairól szóló, New Yorkban, 1989. november 20-án kelt egyezmény megerősítéséről
- 47/1991. (IX. 15.) OGY határozat az Egyezmény a gyermek jogairól magyar jogrendbe illesztésének tárgyában
- 48/1991. (IX. 15.) OGY határozat az Európai hagyományos fegyveres erőkről szóló, Párizsban, 1990. november 19-én aláírt Szerződés megerősítéséről
- 49/1991. (IX. 27.) OGY határozat a Magyar Köztársaság, a Bolgár Népköztársaság, a Cseh és Szlovák Szövetségi Köztársaság, a Lengyel Köztársaság, Románia és a Szovjet Szocialista Köztársaságok Szövetsége hagyományos fegyveres erőinek nemzeti szintjeiről szóló, Budapesten, 1990. november 3-án aláírt Megállapodás megerősítéséről
- 50/1991. (IX. 27.) OGY határozat bizottsági tagok megválasztásáról
- 51/1991. (X. 3.) OGY határozat a Magyar Köztársaság 1990. évi költségvetése végrehajtásának ellenőrzéséről
- 52/1991. (X. 3.) OGY határozat bizottsági tagok megválasztásáról
- 53/1991. (X. 5.) OGY határozat az Országgyűlés Házszabályainak módosításáról és egységes szövegéről szóló 8/1989. (VI. 8.) OGY határozat módosításáról
- 54/1991. (X. 13.) OGY határozat bizottsági tag megválasztásáról
- 55/1991. (X. 16.) OGY határozat az Állami Vagyonügynökség működéséről (1990. március-1991. május) szóló beszámolóról és az Állami Számvevőszék ehhez kapcsolódó jelentéséről
- 56/1991. (X. 16.) OGY határozat bizottsági tag megválasztásáról
- 57/1991. (X. 17.) OGY határozat a HUNGALU RT. állami kölcsön tartozásának, valamint állami alapjuttatáshoz kapcsolódó járadékfizetési kötelezettségének HUNGALU részvénnyé történő átváltásáról
- 58/1991. (X. 19.) OGY határozat bizottsági tagok megválasztásáról
- 59/1991. (X. 19.) OGY határozat a Nemzetközi Munkaügyi Konferencia 1989. évi 76. ülésszakán elfogadott okmány bemutatásának tudomásul vételéről
- 60/1991. (X. 29.) OGY határozat a társadalombiztosítási rendszer megújításának koncepciójáról és a rövid távú feladatokról
- 61/1991. (X. 29.) OGY határozat az Európai Újjáépítési és Fejlesztési Bankban való tagság elfogadásáról és ezzel kapcsolatos más kérdésekről szóló 78/1990. (XI. 17.) OGY határozat kiegészítéséről
- 62/1991. (XI. 15.) OGY határozat a katonai tanácsokkal rendelkező megyei bíróságok kijelöléséről
- 63/1991. (XI. 15.) OGY határozat az állami költségvetés 1992. évi irányelveiről
- 64/1991. (XII. 4.) OGY határozat a nemzeti és etnikai kisebbségi szervezetek költségvetési támogatásából elkülönített tartalékalap elosztásáról
- 65/1991. (XII. 4.) OGY határozat mentelmi jog fenntartásáról
- 66/1991. (XII. 4.) OGY határozat mentelmi jog felfüggesztéséről
- 67/1991. (XII. 4.) OGY határozat mentelmi jog felfüggesztéséről
- 68/1991. (XII. 14.) OGY határozat az egyes nyugellátások és egyéb ellátások egyszeri kiegészítéséről
- 69/1991. (XII. 14.) OGY határozat a Magyar Köztársaság Országgyűlése Házszabályairól szóló 8/1989. (VI.8.) OGY határozat módosításáról
- 70/1991. (XII. 14.) OGY határozat bizottsági tagok megválasztásáról
- 71/1991. (XII. 27.) OGY határozat országgyűlési bizottsági tagok választásáról
- 72/1991. (XII. 29.) OGY határozat Csikvánd, Gyarmat és Szerecseny községek Veszprém megyétől Győr-Moson-Sopron megyéhez csatolásáról
- 73/1991. (XII. 31.) OGY határozat a helyi önkormányzatok 1992. évi címzett és céltámogatási rendszeréről

### Kormányrendeletek (188)

#### Január
- 1/1991. (I. 1.) Korm. rendelet 	 a fogyasztási adó és a fogyasztói árkiegészítés kulcsairól, tételeiről szóló 151/1989. (XII. 28.) MT rendelet módosításáról
- 2/1991. (I. 1.) Korm. rendelet 	 az állami pénzügyekről szóló 1979. évi II. törvény végrehajtására kiadott 23/1979. (VI. 28.) MT rendelet módosításáról
- 3/1991. (I. 1.) Korm. rendelet 	 a gépjárművek kötelező felelősségbiztosításáról szóló 42/1970. (X. 27.) Korm. rendelet módosításáról
- 4/1991. (I. 1.) Korm. rendelet 	 az útalapról szóló 61/1989. (VI. 27.) MT rendelet módosításáról
- 5/1991. (I. 14.) Korm. rendelet 	 a vámszabadterületi társaság, valamint a külföldön bejegyzett vállalkozó részére adható általános forgalmi adó visszatérítéséről szóló 141/1989. (XII. 22.) MT rendelet módosításáról
- 6/1991. (I. 14.) Korm. rendelet 	 a 7/1988. (XII. 31.) MNB rendelkezés módosításáról és a 11/1989. (XII. 30.) MNB rendelkezés hatályon kívül helyezéséről
- 7/1991. (I. 14.) Korm. rendelet 	 az adótanácsadói tevékenységről szóló 98/1988. (XII. 22.) MT rendelettel módosított 66/1987. (XII. 2.) MT rendelet módosításáról
- 8/1991. (I. 14.) Korm. rendelet 	 a külkereskedelmi áruforgalommal és különleges természeti tényezőkkel kapcsolatos árkülönbözetek befizetésének és igénylésének rendjéről szóló 109/1988. (XII. 27.) MT rendelet módosításáról
- 9/1991. (I. 16.) Korm. rendelet 	 a "Felzárkózás az európai felsőoktatáshoz" alapról
- 10/1991. (I. 18.) Korm. rendelet 	 a Magyar Köztársaság Kormánya és az Osztrák Köztársaság Kormánya között Szombathelyen, az 1990. évi március hó 12. napján aláírt, a rönöki Szent Imre templom megközelíthetőségéről szóló egyezmény kihirdetéséről
- 11/1991. (I. 18.) Korm. rendelet 	 az Agrárpiaci Rendtartást Koordináló Bizottság létrehozásáról és feladatairól
- 12/1991. (I. 18.) Korm. rendelet 	 a távbeszélő-állomások létesítésére vonatkozó igények teljesítésének rendjéről
- 13/1991. (I. 18.) Korm. rendelet 	 a közforgalmú személyszállítási utazási kedvezményekről
- 14/1991. (I. 23.) Korm. rendelet 	 a családi pótlékról szóló 1990. évi XXV. törvény végrehajtásáról rendelkező 51/1990. (III. 21.) MT rendelet módosításáról
- 15/1991. (I. 23.) Korm. rendelet 	 a vízügyről szóló 1964. évi IV. törvény végrehajtásáról rendelkező 32/1964. (XII. 13.) Korm. rendelet módosításáról
- 16/1991. (I. 23.) Korm. rendelet 	 a Szolidaritási Alap átmeneti szabályozásáról
- 17/1991. (I. 28.) Korm. rendelet 	 a társadalombiztosításról szóló 1975. évi II. törvény végrehajtása tárgyában kiadott 89/1990. (V. 1.) MT rendelet módosításáról
- 18/1991. (I. 28.) Korm. rendelet 	 a nyugellátások és nyugdíjszerű rendszeres szociális ellátások emeléséről és a gyermekgondozási segély kiegészítéséről
- 19/1991. (I. 29.) Korm. rendelet 	 a Területi Államháztartási és Közigazgatási Információs Szolgálatról
- 20/1991. (I. 29.) Korm. rendelet 	 a közúti közlekedési szolgáltatásokról és a közúti járművek üzemben tartásáról szóló 89/1988. (XII. 20.) MT rendelet módosításáról

#### Február
- 21/1991. (II. 5.) Korm. rendelet 	 a Magyar Köztársaság Kormánya és az Argentin Köztársaság Kormánya között a vízummentességre vonatkozó megállapodás kihirdetéséről
- 22/1991. (II. 5.) Korm. rendelet 	 a Magyar Köztársaság Kormánya és Svájc Szövetségi Tanácsa között a vízumkényszer megszüntetésére vonatkozó megállapodás kihirdetéséről
- 23/1991. (II. 9.) Korm. rendelet 	 egyes bányászati dolgozók társadalombiztosítási kedvezményeiről
- 24/1991. (II. 9.) Korm. rendelet 	 az élelmezési nyersanyagnormákról és a térítési díjakról szóló miniszteri rendeletek módosításáról
- 25/1991. (II. 11.) Korm. rendelet 	 az állami vezetők munkaviszonyával összefüggő kérdésekről szóló 1077/1987. (XII. 31.) MT határozat módosításáról
- 26/1991. (II. 16.) Korm. rendelet 	 az anyagi érdekeltségi rendszer egyes kérdéseiről szóló 84/1988. (XII. 15.) MT rendelet módosításáról
- 27/1991. (II. 16.) Korm. rendelet 	 a tárcanélküli miniszterek feladatairól
- 28/1991. (II. 21.) Korm. rendelet 	 az Egzisztencia Hitelről és Részletfizetési Kedvezményről
- 29/1991. (II. 26.) Korm. rendelet 	 a Magyar Köztársaság Kormánya és az Amerikai Egyesült Államok Kormánya között a vízummentességre, illetve a vízumkönnyítésre vonatkozó megállapodás kihirdetéséről
- 30/1991. (II. 26.) Korm. rendelet 	 a Magyar Köztársaság Kormánya, valamint Nagy-Britannia és Észak-Írország Egyesült Királyság Kormánya között a vámhatóságaik közötti kölcsönös adminisztratív segélynyújtásról szóló Egyetértési Memorandum kihirdetéséről
- 31/1991. (II. 26.) Korm. rendelet 	 a Magyar Köztársaság Kormánya és Izland Kormánya között a vízumkényszer megszüntetésére vonatkozó megállapodás kihirdetéséről
- 32/1991. (II. 26.) Korm. rendelet 	 a Magyar Köztársaság Kormánya és a Norvég Királyság Kormánya között a vízumkényszer megszüntetésére vonatkozó megállapodás kihirdetéséről
- 33/1991. (II. 26.) Korm. rendelet 	 a Magyar Köztársaság Kormánya és az Albán Szocialista Népköztársaság Kormánya között az egészségügyi együttműködés tárgyában Tiranában, 1990. április 5-én aláírt Egyezmény kihirdetéséről
- 34/1991. (II. 28.) Korm. rendelet 	 egyes foglalkoztatási jogszabályok hatályon kívül helyezéséről
- 35/1991. (II. 28.) Korm. rendelet a munka törvénykönyve végrehajtásáról szóló 48/1979. (XII. 1.) MT rendelet módosításáról
- 36/1991. (II. 28.) Korm. rendelet 	 a külkereskedelmi szerződésekkel kapcsolatos devizafizetések lebonyolításának rendjéről szóló 52/1990. (III. 21.) MT rendelet módosításáról

#### Március
- 37/1991. (III. 1.) Korm. rendelet 	 az általános mezőgazdasági összeírásról
- 38/1991. (III. 1.) Korm. rendelet 	 az Országos Műszaki Fejlesztési Bizottság feladatáról, hatásköréről, szervezetéről és működéséről
- 39/1991. (III. 1.) Korm. rendelet 	 egyes miniszterek feladat és hatásköréről szóló jogszabályok módosításáról
- 40/1991. (III. 6.) Korm. rendelet 	 a külkereskedelmi áruforgalommal és különleges természeti tényezőkkel kapcsolatos árkülönbözetek befizetésének és igénylésének rendjéről szóló 109/1988. (XII. 27.) MT rendelet módosításáról
- 41/1991. (III. 8.) Korm. rendelet 	 a Befektetésösztönzési Alapról
- 42/1991. (III. 8.) Korm. rendelet 	 az összehangolt Áruleíró és Kódrendszerről Brüsszelben, az 1983. évi június hó 14. napján megkötött Nemzetközi Egyezmény kihirdetéséről
- 43/1991. (III. 14.) Korm. rendelet a munka törvénykönyve végrehajtásáról szóló 48/1979. (XII. 1.) MT rendelet módosításáról
- 44/1991. (III. 14.) Korm. rendelet 	 a megyei (fővárosi) földművelésügyi hivatalról és egyes földművelésügyi szakigazgatási feladatokat megállapító jogszabályok módosításáról
- 45/1991. (III. 18.) Korm. rendelet 	 egyes kormányrendeletek, illetve kormányhatározatok és miniszteri rendeletek hatályon kívül helyezéséről
- 46/1991. (III. 26.) korm. rendelet 	 a Kereskedelemfejlesztési Alapról
- 47/1991. (III. 27.) Korm. rendelet 	 a külkereskedelmi tevékenységgel kapcsolatban a devizahatósággal szemben fennálló egyes kötelezettségekről
- 48/1991. (III. 27.) Korm. rendelet 	 a haditechnikai eszközök és szolgáltatások kiviteléről, behozataláról, illetve reexportjáról
- 49/1991. (III. 27.) Korm. rendelet 	 a gyógyszerek fogyasztói árának társadalombiztosítási támogatásáról szóló 85/1988. (XII. 15.) MT rendelet módosításáról
- 50/1991. (III. 27.) Korm. rendelet 	 az építéstervezési jogosultságról szóló 8/1986. (III. 20.) MT rendelet módosításáról
- 51/1991. (III. 31.) Korm. rendelet 	 a társadalombiztosításról szóló 1975. évi II. törvény végrehajtása tárgyában kiadott 89/1990. (V. 1.) MT rendelet módosításáról
- 52/1991. (III. 31.) Korm. rendelet 	 a Magyar Köztársaság 1991. évi állami költségvetéséről és az államháztartás vitelének 1991. évi szabályairól szóló 1990. évi. CIV. törvény egyes rendelkezéseinek végrehajtásáról
- 53/1991. (III. 31.) Korm. rendelet 	 a szovjet csapatok kivonása során felszabaduló ingatlanok jogi helyzetével összefüggő egyes kérdésekről

#### Április
- 54/1991. (IV. 4.) Korm. rendelet 	 a Magyar Köztársaság Kormánya és a Németországi Szövetségi Köztársaság Kormánya között a nemzetközi közúti árufuvarozás tárgyában aláírt egyezmény kihirdetéséről
- 55/1991. (IV. 11.) Korm. rendelet 	 az Adó- és Pénzügyi Ellenőrzési Hivatalról
- 56/1991. (IV. 13.) Korm. rendelet 	 a tej- és a tejtermékutalványról
- 57/1991. (IV. 13.) Korm. rendelet 	 a gépjárművek kötelező felelősségbiztosításáról szóló 42/1970. (X. 27.) Korm. rendelet módosításáról
- 58/1991. (IV. 13.) Korm. rendelet 	 a gépjármű üzembentartójának kötelező felelősségbiztosításáról
- 59/1991. (IV. 19.) Korm. rendelet 	 a Magyar Köztársaság Kormánya és a Benelux országok Kormányai között a vízumkényszer megszüntetésére vonatkozó megállapodás kihirdetéséről
- 60/1991. (IV. 19.) Korm. rendelet 	 a Magyar Népköztársaság Kormánya és a Csehszlovák Szocialista Köztársaság Kormánya között a Magyar Népköztársaságban és a Csehszlovák Szocialista Köztársaságban kiadott végzettséget, tudományos fokozatokat és címeket igazoló okiratok egyenértékűségének kölcsönös elismeréséről szóló, Prágában, 1989. október 11-én aláírt egyezmény kihirdetéséről
- 61/1991. (IV. 19.) Korm. rendelet 	 a Magyar Köztársaság Kormánya és Kanada Kormánya között a vízummentességre, illetve a vízumkönnyítésre vonatkozó megállapodás kihirdetéséről
- 62/1991. (IV. 26.) Korm. rendelet 	 az egyes szabálysértésekről szóló 17/1968. (IV. 14.) Korm. rendelet módosításáról

#### Május
- 63/1991. (V. 7.) Korm. rendelet 	 a mezőgazdasági gazdálkodók 1990. évi aszálykár miatti veszteségének részbeni támogatásáról
- 64/1991. (V. 7.) Korm. rendelet 	 a Központi Ifjúsági Alapról szóló 73/1988. (X. 18.) MT rendelet módosításáról
- 65/1991. (V. 16.) Korm. rendelet 	 a Kárpótlási Hivatalról szóló 18/1990. (VII. 27.) Korm. rendelet módosításáról
- 66/1991. (V. 21.) Korm. rendelet 	 a haditechnikai eszközök és szolgáltatások kiviteléről, behozataláról, illetve reexportjáról szóló 48/1991. (III. 27.) Korm. rendelet módosításáról
- 67/1991. (V. 23.) Korm. rendelet 	 a vámszabadterületi társaság, valamint a külföldön bejegyzett vállalkozó részére adható általános forgalmiadó-visszatérítésről szóló 141/1989. (XII. 22.) MT rendelet módosításáról
- 68/1991. (V. 30.) Korm. rendelet 	 a fogyasztási adó és fogyasztói árkiegészítés kulcsairól, tételeiről szóló 151/1989. (XII. 28.) MT rendelet módosításáról

#### Június
- 69/1991. (VI. 6.) Korm. rendelet 	 a Magyar Köztársaság Kormánya és a Görög Köztársaság Kormánya között a vízummentességre, illetve a vízumkönnyítésre vonatkozó megállapodás kihirdetéséről
- 70/1991. (VI. 6.) Korm. rendelet 	 a Magyar Köztársaság címere, valamint az állami felségjogra utaló egyes elnevezések és megjelölések használatának rendjéről szóló 7/1974. (III. 20.) MT rendelet módosításáról
- 71/1991. (VI. 6.) Korm. rendelet 	 a belföldi hivatalos kiküldetést teljesítő dolgozó élelmezési költségtérítéséről szóló 23/1989. (III. 12.) MT rendelet módosításáról
- 72/1991. (VI. 6.) Korm. rendelet 	 az egyes pénzintézetek anyagi érdekeltségi rendszerének egyes kérdéseiről szóló 52/1989. (VI. 5.) MT rendelet módosításáról
- 73/1991. (VI. 10.) Korm. rendelet 	 a Magyar Köztársaság Kormánya és a Németországi Szövetségi Köztársaság Kormánya között a nukleáris biztonsággal és a sugárvédelemmel összefüggő kölcsönös érdeklődés tárgyát képező kérdések szabályozásáról Budapesten, 1990. szeptember 26-án aláírt megállapodás kihirdetéséről
- 74/1991. (VI. 10.) Korm. rendelet 	 az 1938–1945 közötti időszakban faji vagy nemzetiségi hovatartozás, illetőleg a nácizmus elleni magatartásuk miatt deportált, munkaszolgálatot teljesített vagy egyéb személyes szabadság korlátozása alatt állt személyek társadalombiztosítási és munkajogi helyzetének rendezéséről
- 75/1991. (VI. 13.) Korm. rendelet 	 a területfejlesztési és munkahelyteremtést szolgáló támogatásokról
- 76/1991. (VI. 13.) Korm. rendelet 	 a diplomáciai és konzuli képviselet, valamint a diplomáciai és konzuli képviselet tagja részére adható általános forgalmiadó-visszatérítéséről szóló 134/1989. (XII. 22.) MT rendelet módosításáról
- 77/1991. (VI. 13.) Korm. rendelet 	 a Hitelfedezeti Alapról szóló 77/1990. (IV. 25.) MT rendelet módosításáról
- 78/1991. (VI. 13.) Korm. rendelet 	 a kormányzati beruházások lebonyolításának egyes kérdéseiről
- 79/1991. (VI. 15.) Korm. rendelet 	 a Magyar Köztársaság Kormánya és a Koreai Köztársaság Kormánya között a vízummentességre, illetve a vízumkönnyítésre vonatkozó megállapodás kihirdetéséről
- 80/1991. (VI. 15.) Korm. rendelet 	 a rádióállomások forgalmi adatainak bejelentéséről szóló 26/1965. (XI. 28.) Korm. rendelet hatályon kívül helyezéséről
- 81/1991. (VI. 21.) Korm. rendelet 	 a közforgalmú személyszállítási utazási kedvezményekről szóló 13/1991. (I. 18.) Korm. rendelet módosításáról
- 82/1991. (VI. 27.) Korm. rendelet 	 a kötelező gépjármű-felelősségbiztosításhoz nyújtott egyszeri szerződéskötési támogatásról
- 83/1991. (VI. 27.) Korm. rendelet 	 az anyagi érdekeltségi rendszer egyes kérdéseiről szóló 84/1988. (XII. 15.) MT rendelet módosításáról
- 84/1991. (VI. 27.) Korm. rendelet 	 a tejtermelés korlátozását vállalók egyszeri támogatásáról
- 85/1991. (VI. 27.) Korm. rendelet 	 a Világkiállítási Alapról szóló 80/1990. (IV. 27.) MT rendelet, valamint az 1995. évi Budapest-Bécs Világkiállítás magyar kormánybiztosának feladatáról és hatásköréről szóló 82/1990. (IV. 27.) MT rendelet módosításáról
- 86/1991. (VI. 29.) Korm. rendelet 	 az állami népességnyilvántartás és az egyéb államigazgatási, önkormányzati és igazságszolgáltatási személyi nyilvántartó rendszerek működésének feltételeiről szóló átmeneti rendelkezésekről
- 87/1991. (VI. 29.) Korm. rendelet 	 a sokszorosítógépekről szóló egyes jogszabályok hatályon kívül helyezéséről

#### Júéius
- 88/1991. (VII. 9.) Korm. rendelet 	 a devizahitelről szóló 5/1989. (VII. 20.) MNB rendelkezés módosításáról
- 89/1991. (VII.12.) Korm. rendelet 	 a közműfejlesztések támogatásáról
- 90/1991. (VII.12.) Korm. rendelet 	 az állami vezetők munkaviszonyával összefüggő kérdésekről szóló 1077/1987. (XII. 31.) MT határozat módosításáról
- 91/1991. (VII. 18.) Korm. rendelet 	 az egyes mozgáskorlátozott személyek közlekedésével kapcsolatos átmeneti kedvezményekről
- 92/1991. (VII. 18.) Korm. rendelet 	 a banktevékenység folytatásának bankfelügyeleti feltételeiről és az Állami Bankfelügyeletről szóló 106/1989. (X. 29.) MT rendelet módosításáról
- 93/1991. (VII. 18.) Korm. rendelet 	 az illetékhivatalokról szóló 15/1987. (V. 13.) MT rendelet hatályon kívül helyezéséről
- 94/1991. (VII. 23.) Korm. rendelet 	 egységes közlekedési hatósági szerv létesítéséről, valamint egyes közlekedést érintő jogszabályok módosításáról
- 95/1991. (VII. 23.) Korm. rendelet 	 a Fogyasztóvédelmi Főfelügyelőségről
- 96/1991. (VII. 23.) Korm. rendelet 	 egyes munkaügyi jogszabályok módosításáról
- 97/1991. (VII. 23.) Korm. rendelet 	 a lakbér megfizetésének támogatásáról
- 98/1991. (VII. 25.) Korm. rendelet 	 az Agrárpiaci Rendtartást Koordináló Bizottság létrehozásáról és feladatairól szóló 11/1991. (I. 18.) Korm. rendelet módosításáról
- 99/1991. (VII. 25.) Korm. rendelet 	 egyes nyugellátások, baleseti nyugellátások és az átmeneti járadék évközi emeléséről
- 100/1991. (VII. 25.) Korm. rendelet 	 egyes nyugellátásban részesülők, továbbá a családi pótlékban részesülő családok 1991. évi rendkívüli támogatásáról
- 101/1991. (VII. 27.) Korm. rendelet 	 az Országos Kárrendezési és Kárpótlási Hivatal, valamint a megyei (fővárosi) kárrendezési hivatalok létrehozásáról
- 102/1991. (VII. 31.) Korm. rendelet 	 a polgári repülésről szóló 1981. évi 8. törvényerejű rendelet végrehajtásáról rendelkező 17/1981. (VI. 9.) MT rendelet módosításáról
- 103/1991. (VII. 31.) Korm. rendelet 	 az állami tulajdonban álló házingatlanok elidegenítésének szabályozásáról szóló 32/1969. (IX. 30.) Korm. rendelet módosításáról

#### Augusztus
- 104/1991. (VIII. 3.) Korm. rendelet 	 a tulajdonviszonyok rendezése érdekében, az állam által igazságtalanul okozott károk részleges kárpótlásáról szóló 1991. évi XXV. törvény végrehajtásáról
- 105/1991. (VIII. 6.) Korm. rendelet 	 a Magyar Népköztársaság Kormánya és a Németországi Szövetségi Köztársaság Kormánya között Budapesten, 1989. január 3. napján aláírt, a Magyar Népköztársaságban székhellyel bíró vállalatok magyar munkavállalóinak vállalkozási szerződés alapján foglalkoztatási célból történő kiküldetéséről szóló megállapodást kihirdető 14/1989. (II. 17.) MT rendelet módosításáról
- 106/1991. (VIII. 6.) Korm. rendelet 	 a Magyar Köztársaság Kormánya és a Németországi Szövetségi Köztársaság Kormánya között Budapesten, 1989. december 18. napján aláírt, "magyar munkavállalók foglalkoztatásáról szakmai és nyelvi ismereteik bővítése céljából" című megállapodást kihirdető 55/1990. (III. 23.) MT rendelet módosításáról
- 107/1991. (VIII. 28.) Korm. rendelet 	 a Magyar Köztársaság Kormánya és az Uruguayi Keleti Köztársaság Kormánya között a vízumkényszer kölcsönös megszüntetéséről
- 108/1991. (VIII. 28.) Korm. rendelet 	 a Magyar Köztársaság Kormánya és a Cseh és Szlovák Szövetségi Köztársaság Kormánya között a kölcsönös tájékoztatásról és együttműködésről a nukleáris biztonság és sugárvédelem területén Bécsben, 1990. szeptember 20-án aláírt egyezmény kihirdetéséről
- 109/1991. (VIII. 28.) Korm. rendelet 	 a Magyar Köztársaság Kormánya és Írország Kormánya között a vízummentességre, illetve a vízumkönnyítésre vonatkozó megállapodás kihirdetéséről
- 110/1991. (VIII. 29.) Korm. rendelet 	 a területfejlesztési és munkahelyteremtést szolgáló támogatásokról szóló 75/1991. (VI. 13.) Korm. rendelet módosításáról
- 111/1991. (VIII. 29.) Korm. rendelet 	 az útalapról szóló 61/1989. (VI. 27.) MT rendelet módosításáról

#### Szeptember
- 112/1991. (IX. 2.) Korm. rendelet 	 a volt közszolgálati alkalmazottakat érintő nyugdíjjogi hátrányok enyhítéséről
- 113/1991. (IX. 4.) Korm. rendelet 	 a neveléssel-oktatással kapcsolatos egyes feladatokról és hatáskörökről
- 114/1991. (IX. 4.) Korm. rendelet 	 a tulajdonviszonyok rendezése érdekében, az állam által igazságtalanul okozott károk részleges kárpótlásáról szóló 1991. évi XXV. törvény végrehajtásáról rendelkező 104/1991. (VIII. 3.) Korm. rendelet módosításáról
- 115/1991. (IX. 10.) Korm. rendelet 	 a kézilőfegyverekről és lőszerekről, a gáz- és riasztófegyverekről, valamint a légfegyverekről és a lőterekről
- 116/1991. (IX. 10.) Korm. rendelet 	 a polgári fegyveres őrségről szóló 39/1976. (X. 30.) MT rendelet módosításáról
- 117/1991. (IX. 10.) Korm. rendelet 	 egyes tartós használatra rendelt termékek jótállási kötelezettségéről
- 118/1991. (IX. 12.) Korm. rendelet 	 a társadalombiztosításról szóló 1975. évi II. törvény végrehajtásáról rendelkező 89/1990. (V. 1.) MT rendelet módosításáról
- 119/1991. (IX. 12.) Korm. rendelet 	 az állami vállalatok átalakulásával és az állami tulajdon privatizálásával összefüggő munkavállalói beleszólásról
- 120/1991. (IX. 15.) Korm. rendelet 	 a fahasználatok fokozottan védett erdőkben való felfüggesztéséről
- 121/1991. (IX. 15.) Korm. rendelet 	 a Magyar Közvéleménykutató Intézet jogutód nélküli megszüntetéséről és a dolgozók munkaügyi helyzetének rendezéséről
- 122/1991. (IX. 19.) Korm. rendelet 	 1991. szeptember 29-ének a "Honvédelem napjá"-vá nyilvánításáról
- 123/1991. (IX. 27.) Korm. rendelet 	 a Magyar Köztársaság Kormánya és a Seychelles-i Köztársaság Kormánya között a vízumkötelezettség kölcsönös megszüntetéséről
- 124/1991. (IX. 27.) Korm. rendelet 	 a területi honvédelmi igazgatás átmeneti rendezéséről
- 125/1991. (IX. 29.) Korm. rendelet 	 a közgyógyellátásról
- 126/1991. (IX. 29.) Korm. rendelet 	 a Magyar Köztársaság Kormánya és Izrael Állam Kormánya között az egészségügyi együttműködés tárgyában, Budapesten, 1989. november 23-án aláírt Egyezmény kihirdetéséről

#### Október
- 127/1991. (X. 9.) Korm. rendelet 	 a mérésügyről szóló törvény végrehajtásáról
- 128/1991. (X. 13.) Korm. rendelet 	 a 12/1989. (XII. 30.) MNB rendelkezés és az 5/1989. (VII. 20.) MNB rendelkezés módosításáról
- 129/1991. (X. 15.) Korm. rendelet 	 a lakóépületek és vegyes célra használt épületek távhőellátásáról
- 130/1991. (X. 16.) Korm. rendelet 	 a Magyar Köztársaság Kormánya és az Olasz Köztársaság Kormánya között Rómában, 1990. január hó 17. napján aláírt vízummegállapodás kihirdetéséről szóló 37/1990. (II. 28.) MT rendelet módosításáról
- 131/1991. (X. 17.) Korm. rendelet 	 az egészségügyről szóló 1972. évi II. törvény végrehajtásáról rendelkező 16/1972. (IV. 29.) MT rendelet módosításáról
- 132/1991. (X. 17.) Korm. rendelet 	 a munkaügyi ellenőrzésekről szóló 124/1990. (XII. 30.) Korm. rendelet módosításáról
- 133/1991. (X. 22.) Korm. rendelet 	 a gyógyszerek fogyasztói árának társadalombiztosítási támogatásáról
- 134/1991. (X. 22.) Korm. rendelet 	 egyes nyugellátásban, nyugdíjszerű rendszeres szociális ellátásban részesülők, továbbá a családi pótlékban részesülő családok rendkívüli támogatásáról
- 135/1991. (X. 25.) Korm. rendelet 	 a Magyar Köztársaság Kormánya és a Németországi Szövetségi Köztársaság Kormánya között felsőfokú tanulmányok egyenértékűségének elismeréséről szóló, Budapesten, 1990. március 24-én aláírt egyezmény kihirdetéséről
- 136/1991. (X. 25.) Korm. rendelet 	 a valutáért történő belföldi értékesítés korlátozásáról
- 137/1991. (X. 29.) Korm. rendelet 	 a művelődési és közoktatási miniszter feladat- és hatásköréről szóló 47/1990. (IX. 15.) Korm. rendelet módosításáról
- 138/1991. (X. 29.) Korm. rendelet 	 a Központi Állami Kórház megszüntetéséről, az intézmény további hasznosításáról és az általa ellátott egyes feladatokról
- 139/1991. (X. 29.) Korm. rendelet 	 a közúti járművezetők utánképzéséről
- 140/1991. (X. 29.) Korm. rendelet a munka törvénykönyve végrehajtásáról szóló 48/1979. (XII. 1.) MT rendelet módosításáról

#### November
- 141/1991. (XI. 2.) Korm. rendelet 	 az ózonréteget lebontó anyagokról szóló, Montreálban 1987. szeptember 16. napján aláírt Jegyzőkönyv kiegészítésének kihirdetéséről
- 142/1991. (XI. 5.) Korm. rendelet 	 az útalapról szóló 61/1989. (VI. 27.) MT rendelet módosításáról
- 143/1991. (XI. 8.) Korm. rendelet 	 az egyes nemzetközileg ellenőrzött termékek és technológiák forgalmának engedélyezéséről szóló 61/1990. (X. 1.) Korm. rendelet módosításáról
- 144/1991. (XI. 15.) Korm. rendelet 	 a pénzforgalomról és a bankhitelről szóló 39/1984. (XI. 5.) MT rendelet és a pénzforgalomról szóló 4/1986. (XII. 28.) MNB rendelkezés módosításáról
- 145/1991. (XI. 22.) Korm. rendelet 	 az egységes termékazonosító kód alkalmazásáról
- 146/1991. (XI. 29.) Korm. rendelet 	 a külkereskedelmi szerződésekkel kapcsolatos devizafizetések lebonyolításának rendjéről szóló 52/1990. (III. 21.) MT rendelet és a külkereskedelmi tevékenységgel kapcsolatban a devizahatósággal szemben fennálló egyes kötelezettségekről szóló 47/1991. (III. 27.) Korm. rendelet módosításáról
- 147/1991. (XI. 30.) Korm. rendelet 	 a pénzváltási tevékenység devizahatósági engedélyezéséről
- 148/1991. (XI. 30.) Korm. rendelet 	 a 46/1991. (III. 26.) Korm. rendelet módosításáról
- 149/1991. (XI. 30.) Korm. rendelet 	 a Magyar Nemzeti Bankról szóló 1991. évi LX. törvény hatályba lépésével összefüggésben egyes jogszabályok hatályon kívül helyezéséről

#### December
- 150/1991. (XII. 4.) Korm. rendelet 	 a bányásznyugdíjról
- 151/1991. (XII. 4.) Korm. rendelet 	 a Magyar Ösztöndíj Bizottságról
- 152/1991. (XII. 6.) Korm. rendelet 	 egyes kormányrendeletek módosításáról
- 153/1991. (XII. 10.) Korm. rendelet 	 a Magyar Köztársaság és a Spanyol Királyság között a középiskolai bizonyítványok, felsőoktatásban szerzett oklevelek és a tudományos fokozatok kölcsönös elismeréséről szóló, Budapesten, 1989. november 9-én aláírt Egyezmény kihirdetéséről
- 154/1991. (XII. 14.) Korm. rendelet 	 a tárca nélküli miniszterek feladatairól szóló 27/1991. (II. 16.) Korm. rendelet módosításáról
- 155/1991. (XII. 14.) Korm. rendelet 	 a közlekedési, hírközlési és vízügyi miniszter feladat- és hatásköréről szóló 44/1990. (IX. 15.) Korm. rendelet módosításáról
- 156/1991. (XII. 14.) Korm. rendelet 	 a földművelésügyi miniszter feladat- és hatásköréről szóló 40/1990. (IX. 15.) Korm. rendelet módosításáról
- 157/1991. (XII. 14.) Korm. rendelet 	 a pénzügyminiszter feladat- és hatásköréről szóló 50/1990. (IX. 15.) Korm. rendelet módosításáról
- 158/1991. (XII. 14.) Korm. rendelet 	 a népjóléti miniszter feladat- és hatásköréről szóló 49/1990. (IX. 15.) Korm. rendelet módosításáról
- 159/1991. (XII. 14.) Korm. rendelet 	 a belügyminiszter feladat- és hatásköréről szóló 39/1990. (IX. 15.) Korm. rendelet módosításáról
- 160/1991. (XII. 14.) Korm. rendelet 	 az igazságügyminiszter feladat- és hatásköréről szóló 41/1990. (IX. 15.) Korm. rendelet módosításáról
- 161/1991. (XII. 18.) Korm. rendelet 	 a Dunai Vízlépcső kormánybiztosi intézményének megszüntetéséről
- 162/1991. (XII. 20.) Korm. rendelet 	 a különleges helyzetből, természeti, termelési, kereskedelmi körülményekből származó jövedelmek befizetésének rendjéről szóló 111/1988. (XII. 31.) MT rendelet módosításáról
- 163/1991. (XII. 20.) Korm. rendelet 	 a statisztikáról szóló 1973. évi V. törvény végrehajtására kiadott 78/1990. (IV. 25.) MT rendelet módosításáról
- 164/1991. (XII. 21.) Korm. rendelet 	 egyes nyugellátások és egyéb ellátások év végi, egyszeri kiegészítéséről
- 165/1991. (XII. 26.) Korm. rendelet 	 a felszámolók névjegyzékébe történő felvételről
- 166/1991. (XII. 26.) Korm. rendelet 	 az útlevél ügyekben eljáró szervekről
- 167/1991. (XII. 26.) Korm. rendelet 	 a külkereskedelmi tevékenységgel kapcsolatban a devizahatósággal szemben fennálló egyes kötelezettségekről szóló 47/1991. (III. 27.) Korm. rendelet módosításáról
- 168/1991. (XII. 26.) Korm. rendelet 	 a művelődési és közoktatási miniszter feladat- és hatásköréről szóló 47/1990. (IX. 15.) Korm. rendelet módosításáról
- 169/1991. (XII. 26.) Korm. rendelet 	 az Országos Testnevelési és Sporthivatalról
- 170/1991. (XII. 27.) Korm. rendelet 	 a szociális otthonokban és szociális intézetekben fizetendő térítési díjakról
- 171/1991. (XII. 27.) Korm. rendelet 	 a külföldiek ingatlanszerzéséről
- 172/1991. (XII. 27.) Korm. rendelet 	 a Szerencsejáték Alapról
- 173/1991. (XII. 27.) Korm. rendelet 	 a mezőgazdasági tevékenység egyes adózási és támogatási kérdéseiről szóló 39/1987.(X. 12.) MT rendelet módosításáról
- 174/1991. (XII. 27.) Korm. rendelet 	 egyes kormányrendeletek hatályon kívül helyezéséről és rendezéséről
- 175/1991. (XII. 27.) Korm. rendelet 	 a Nemzeti Gyermek- és Ifjúsági Alapítványról szóló 81/1990. (IV. 27.) MT rendelet módosításáról
- 176/1991. (XII. 28.) Korm. rendelet 	 a Nemzeti Gyermek- és Ifjúsági Alapítványról szóló 81/1990. (IV. 27.) MT rendelet módosításáról
- 177/1991. (XII. 28.) Korm. rendelet 	 a levéltári anyag védelméről és a levéltárakról szóló 1969. évi 27. törvényerejű rendelet végrehajtásáról rendelkező 30/1969. (IX. 2.) Korm. rendelet módosításáról
- 178/1991. (XII. 29.) Korm. rendelet 	 az adóköteles bérnövekmény megállapításáról
- 179/1991. (XII. 30.) Korm. rendelet 	 a költségvetés alapján gazdálkodó szervek beszámolási és könyvvezetési kötelezettségéről
- 180/1991. (XII. 30.) Korm. rendelet 	 a Magyar Nemzeti Bank éves beszámolókészítési és könyvvezetési kötelezettségének sajátosságairól
- 181/1991. (XII. 30.) Korm. rendelet 	 a pénzintézetek éves beszámolókészítési és könyvvezetési kötelezettségének sajátosságairól
- 182/1991. (XII. 30.) Korm. rendelet 	 a biztosítók éves beszámoló készítési kötelezettségének sajátosságairól
- 183/1991. (XII. 30.) Korm. rendelet 	 az értékpapírforgalmazók éves beszámolókészítési és könyvvezetési kötelezettségének sajátosságairól
- 184/1991. (XII. 30.) Korm. rendelet 	 a lakásszövetkezetek, a társasházak, a társadalmi szervezetek és az általuk alapított intézmények, az alapítványok, a jogi személyiséggel rendelkező, jogi képviseletet ellátó munkaközösségek, valamint a víziközmű-társulatok éves beszámoló készítésének és könyvvezetési kötelezettségének sajátosságáról
- 185/1991. (XII. 30.) Korm. rendelet 	 az egyházi jogi személyek és az általuk alapított intézmények éves beszámoló készítésének és könyvvezetési kötelezettségének sajátosságáról
- 186/1991. (XII. 30.) Korm. rendelet 	 Az Adó- és Pénzügyi Ellenőrzési Hivatalról szóló 55/1991. (IV. 11.) Korm. rendelet módosításáról
- 187/1991. (XII. 31.) Korm. rendelet 	 a tej- és tejtermékutalványról szóló 56/1991. (IV. 13.) Korm. rendelet módosításáról
- 188/1991. (XII. 31.) Korm. rendelet 	 egyes kormányrendeletek hatályon kívül helyezéséről

### Egyéb fontosabb jogszabályok

#### Miniszteri rendeletek

##### Március
- 9/1991. (III. 12.) PM rendelet az APEH megyei, fővárosi igazgatóságai és adófelügyelőségei, valamint az adóelszámolási iroda 1991. évi anyagi érdekeltségéről

##### Április
- 5/1991. (IV. 4.) IM rendelet  a jogi szakvizsgáról
- 1/1991. (IV. 9.) KüM rendelet a konzuli díjakról
- 7/1991. (IV. 26.) NM rendelet az Állami Népegészségügyi és Tisztiorvosi Szolgálat szervezetéről és működéséről
- 3/1991. (IV. 30.) NGKM-PM együttes rendelet a Kereskedelmi Vámtarifa 1991. évi alkalmazásáról szóló 7/1990. (XII. 30.) NGKM-PM együttes rendelet módosításáról
- 11/1991. (IV. 30.) PM rendelet az egyes pénzügyi jogszabályok módosításáról

##### Május
- 13/1991. (V. 21.) PM rendelet A települési önkormányzat hatáskörébe tartozó adók és adók módjára behajtandó köztartozások nyilvántartásáról, kezeléséről és elszámolásáról

##### Június
- 12/1991. (VI. 13.) KTM-BM-MüM-PM együttes rendelet a területfejlesztést és munkahelyteremtést szolgáló támogatásban részesíthető települések 1991. évre vonatkozó kijelöléséről
- 17/1991. (VI. 27.) PM rendelet az 1991. évi évközi adatlap elkészítéséről

##### Október
- 25/1991. (X. 16.) PM rendelet az egyes szerencsejátékok engedélyezésével, lebonyolításával és ellenőrzésével kapcsolatos feladatok végrehajtásáról

##### November
- 20/1991. (XI. 5.) FM-PM együttes rendelet a lóversenyfogadás szabályairól
- 29/1991. (XI. 22.) PM rendelet a költségvetési szervek, az ell lönített állami pénzalapok és a helyi önkormányza éves költségvetési beszámolójának elkészítéséről
- 14/1991. (XI. 26.) IM rendelet a közjegyzői díjszabásról
- 15/1991. (XI. 26.) IM rendelet A közjegyzői állások számáról és a közjegyzők székhelyéről

##### December
- 39/1991. (XII. 26.) PM rendelet egyes pénzügyminiszteri rendeletek hatályon kívül helyezéséről
- 12/1991. (XII. 30.) NGKM-PM együttes rendelet a Kereskedelmi Vámtarifa módosításáról szóló egyes rendeletek hatályának meghosszabbításáról